# Doydixodon laevifrons
Doydixodon laevifrons är en fiskart som först beskrevs av Tschudi, 1846.  Doydixodon laevifrons ingår i släktet Doydixodon och familjen Kyphosidae. Inga underarter finns listade i Catalogue of Life.